# Slieve Bearnagh
Lo Slieve Bearnagh  (in gaelico irlandese Sliabh Bearna) è un monte situato nella contea di Down, Irlanda del Nord.  La sua cima è costellata di qualche tor. Il Mourne Wall attraversa la sommità del monte, proseguendo poi lungo i fianchi est e ovest della montagna stessa. I sentieri che portano alla cima sono due: uno da est (chiamato Pollaphuca, che significa "Pozzo di Púca") e uno da ovest (chiamato Hare's Gap).